# Tapferkeitsmedaille (Sachsen-Altenburg)
Die Tapferkeitsmedaille wurde am 20. Februar 1915 von Herzog Ernst II. von Sachsen-Altenburg für Mannschaften und Unteroffiziere gestiftet, die dem 8. Thüringischen Infanterie-Regiment Nr. 153 angehören oder als Staatsangehörige des Herzogtums in anderen Truppenteilen oder der kaiserlichen Marine stehend und sich durch besondere Tapferkeit ausgezeichnet haben.
Voraussetzung zur Verleihung war der Besitz des Eisernen Kreuzes II. Klasse.
Die Medaille zeigt auf der Vorderseite ein Tatzenkreuz, in dessen Mitte das sächsische Wappen thront. Im oberen Kreuzarm die Herzogskrone und im linken und rechten getrennt die Jahreszahl 19 14. Die Rückseite zeigt den verzierten Namenszug E II. unter einer schwebenden Krone.
Getragen wurde die Auszeichnung am grasgrünen Band mit einem weißen Mittel- und zwei weißen Randstreifen auf der linken Brust.

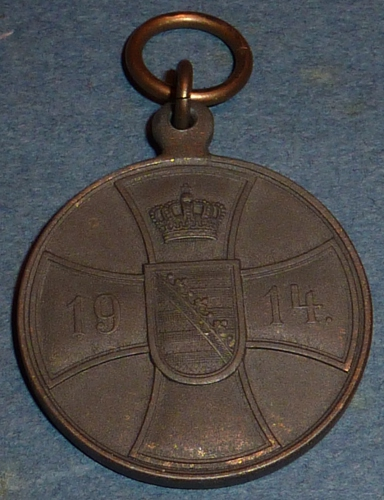
Tapferkeitsmedaille (Sachsen-Altenburg) Vorderseite
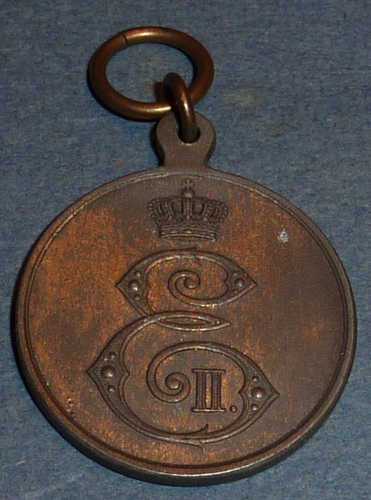
Tapferkeitsmedaille (Sachsen-Altenburg) Rückseite
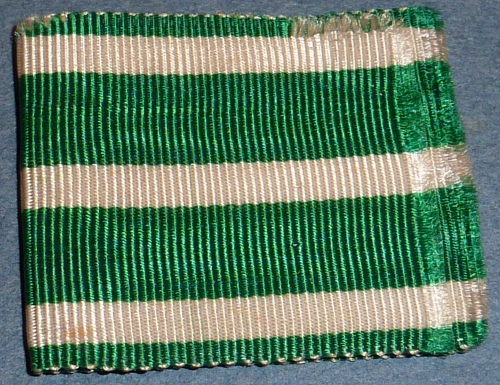
Tapferkeitsmedaille (Sachsen-Altenburg) Band